# Шапел д'Орек
Шапел д'Орек (фр. Chapelle-d'Aurec) насеље је и општина у централној Француској у региону Оверња, у департману Горња Лоара која припада префектури Исенжо.
По подацима из 2011. године у општини је живело 914 становника, а густина насељености је износила 77,52 становника/km². Општина се простире на површини од 11,79 km². Налази се на средњој надморској висини од 650 метара (максималној 796 m, а минималној 422 m).

## Демографија
| 1962. | 1968. | 1975. | 1982. | 1990. | 1999. | 2011. |
| ----- | ----- | ----- | ----- | ----- | ----- | ----- |
| 226   | 243   | 252   | 311   | 406   | 626   | 914   |

График промене броја становника у току последњих година